# Министарство за људска и мањинска права и друштвени дијалог Републике Србије
Министарство за људска и мањинска права и друштвени дијалог министарство је у Влади Србије које је задужено за људска и мањинска права. Министарство се спојило са Министарством државне управе и локалне самоуправе 14. марта 2011. године и поново је успостављено у оквиру друге владе Ане Брнабић 2020. године.

## Списак министара
Политичка странка:

| Име (рођење—смрт)                                       | Име (рођење—смрт)                   | Име (рођење—смрт)                   | Странка                             | Мандат                              | Мандат                              | Председник Владе (влада)            |
| министар за људска и мањинска права                     | министар за људска и мањинска права | министар за људска и мањинска права | министар за људска и мањинска права | министар за људска и мањинска права | министар за људска и мањинска права | министар за људска и мањинска права |
| ------------------------------------------------------- | ----------------------------------- | ----------------------------------- | ----------------------------------- | ----------------------------------- | ----------------------------------- | ----------------------------------- |
|                                                         |                                     | Светозар Чиплић (рођен 1965)        | ДС                                  | 7. јул 2008.                        | 14. март 2011.                      | Цветковић ()                        |
| министар државне управе и локалне самоуправе            |                                     |                                     |                                     |                                     |                                     |                                     |
|                                                         |                                     | Милан Марковић (рођен 1970)         | ДС                                  | 14. март 2011.                      | 27. јул 2012.                       | Цветковић ()                        |
| министар за људска и мањинска права и друштвени дијалог |                                     |                                     |                                     |                                     |                                     |                                     |
|                                                         |                                     | Гордана Чомић (рођена 1958)         | Н                                   | 28. октобар 2020.                   | 26. октобар 2022.                   | Брнабић ()                          |
|                                                         |                                     | Томислав Жигманов (рођен 1967)      | ДСХВ                                | 26. октобар 2022.                   | данас                               | Брнабић ()                          |